# Allan McKeown
Allan McKeown (21 de mayo de 1946 - 24 de diciembre de 2013) fue un productor de televisión y teatro británico, ganador del premio Emmy.

## Primeros años
Allan McKeown nació en Ealing, el 21 de mayo de 1946. Sus padres Edith (Humphries) McKeown y Víctor McKeown se trasladaron primero a Hackney y luego a Henao en Essex. Su padre era el secretario de Obras en el nuevo estado. Educado en la escuela Beal Grammar en Ilford, se fue temprano y se convirtió en un peluquero para Vidal Sassoon en Bond Street. Fue un peluquero y una figura en la escena londinense de la década de 1960, y en 1966 abrió su propio salón de belleza.
Trabajó en varias películas y programas de televisión, Sunday Night at the London Palladium and films Villain, Get Carter y XYZ.

## Productor de televisión
En 1969 cambió de rumbo y se convirtió en un productor de televisión en James Garrett y Ptrs, siendo en aquel momento el mayor productor de comerciales de televisión en el Reino Unido. Fue nombrado director general poco después de unirse.
Se fue para formar la compañía de producción Witzend con Dick Clement y Ian La Frenais. Haciendo Inicialmente comerciales y luego el largometraje Porridge.
Fue uno de los primeros productores de televisión independientes en el Reino Unido. McKeown no sólo produjo en Gran Bretaña con su compañía, Witzend, sino que también produjo en los EE. UU. por todas las redes.

## Teatro
El éxito de "Anyone For Denis?" del West End, y el espectáculo de Broadway, "The Big Love", volvió la atención de McKeown al teatro a tiempo completo. Él produjo el gran éxito "Jerry Springer The Opera", ganando el premio Olivier al Mejor Musical. También produjo "Lennon", el musical basado en la vida de John Lennon.

## Vida personal
McKeown y su esposa Tracey Ullman se casaron en 1983. Tuvieron dos hijos y vivían entre Inglaterra y Estados Unidos. En 2006, McKeown y Ullman encabezaron la lista "Los cómicos británicos más ricos", con un valor neto estimado de £ 75 millones.

## Muerte
McKeown murió el 24 de diciembre de 2013 en Los Ángeles, California, después de luchar contra el cáncer de próstata.

## Créditos

### Televisión
- Porridge
- The Other 'Arf
- Astronauts
- Shine on Harvey Moon
- Sunset Limousine
- Auf Wiedersehen, Pet
- Roll Over Beethoven
- Mog
- Girls on Top
- Lovejoy
- Freddie and Max
- So You Think You've Got Troubles
- Birds of a Feather
- Tracey Ullman: A Class Act
- Love Hurts
- The Old Boy Network
- Stand by Your Man
- Westbeach
- Over the Rainbow
- Tracey Ullman Takes on New York
- Men of the World
- Sometime, Never
- Goodnight Sweetheart
- Pie in the Sky
- Tracey Takes On...
- Tracey Ullman in the Trailer Tales
- Jerry Springer: The Opera
- Tracey Ullman: Live and Exposed
- Tracey Ullman's State of the Union
- Mumbai Calling

### Teatro
- The Big Love
- Jerry Springer The Opera
- Lennon